# Trachypodopsis laxoalaris
Trachypodopsis laxoalaris là một loài rêu trong họ Trachypodaceae. Loài này được Broth. mô tả khoa học đầu tiên năm 1910.